# AZ (raper)
AZ, właściwie Anthony Cruz (ur. 9 marca 1973 w Nowym Jorku) – amerykański raper pochodzący z Brooklynu. Były członek grupy muzycznej The Firm, którą tworzył wspólnie z Nasem, Foxy Brown, Nature i Cormegą. W 1997 r. wspólnie z Nasem wystąpił w reklamie Sprite’a. Właściciel wytwórni muzycznej Quiet Money Records.

## Kariera muzyczna
Jego pierwszy występ po którym stał się rozpoznawalny to singel Nasa pt. „Life’s a Bitch” z albumu Illmatic w 1994 r. Wkrótce potem raper podpisał kontrakt z wytwórnią muzyczną EMI i w 1995 r. ukazał się jego debiutancki album pt. Doe or Die. Produkcja była promowana trzema singlami pt. „Mo Money, Mo Murder, Mo Homicide”, „Gimme Yours (remix)”, „Doe or Die” i „Sugar Hill”. Ostatni z nich odniósł sukces na liście Billboard Hot 100, gdzie uplasował się na 25. miejscu. Uzyskał także status złotej płyty. Płyta zadebiutowała na 15. miejscu notowania Billboard 200 i na 1. listy Top R&B/Hip-Hop Albums. Rok później AZ, Nas, Foxy Brown, Nature i Cormega utworzyli zespół muzyczny The Firm. Jesienią 1997 The Firm wydali jedyny album pt. The Album. Płyta zawierała produkcje między innymi Dr. Dre i Trackmasters. Drugi studyjny album rapera pt. Pieces of a Man został wydany w kwietniu 1998 roku. Płyta zadebiutowała na 22. miejscu notowania Billboard 200 i 5. listy Top R&B/Hip-Hop Albums. Mimo dobrych recenzji produkcja nie osiągnęła sukcesu komercyjnego. Tego samego roku wystąpił epizodycznie w filmie pt. Belly obok takich artystów jak DMX, Nas czy Method Man. Międzyczasie raper podpisał nowy kontrakt z Motown. 12 czerwca 2001 r. został wydany trzeci studyjny album AZ pt. 9 Lives. Tak jak poprzednia produkcja, tak i ta nie osiągnęła większego sukcesu komercyjnego. Płyta dotarła do 23. miejsca notowania Billboard 200 i 4. listy Top R&B/Hip-Hop Albums. Rok później ukazała się kolejna produkcja AZ – Aziatic. Album zebrał dobre recenzje i zadebiutował na 29. miejscu notowania Billboard 200 i 5. listy Top R&B/Hip-Hop Albums. Singel „The Essence” z gościnnym udziałem Nasa uzyskał nominację do Nagrody Grammy w kategorii Best Rap Performance by a Duo or Group.
6 września 2005 r. nakładem wytwórni Quiet Money Records został wydany album pt. A.W.O.L. Rapera wsparli tacy producenci jak: Lil’ Fame z M.O.P., Disco D czy DJ Premier. Swoje gościnne zwrotki dograli Ghostface Killah, Raekwon, Bounty Killer czy CL Smooth. Album debiutował na 73. pozycji notowania Billboard 200 i 17. listy Top R&B/Hip-Hop Albums. 7 listopada 2006 r. ukazał się kolejny album AZ pt. The Format. Po raz kolejny na płycie pojawiły się produkcje od Lil’ Fame’a, DJ-a Premiera, czy Statik Selektah. Gościnnie wystąpiła grupa M.O.P. czy Little Brother oraz niezależni artyści z wytwórni Cruza – Quiet Money. Album promowany był singlem „The Format”, który został wyprodukowany przez DJ-a Premiera. Na płycie znajduje się także utwór zatytułowany „Royal Salute” w którym raper odpowiada na zaczepki 50 Centa, w utworze „What If”.
Siódmy album pt. Undeniable, wydany w 2008 roku już nie odniósł takiego sukcesu jak poprzednie płyty rapera. Produkcja zadebiutowała na 141. miejscu listy Billboard 200, sprzedając się w zaledwie 5.000 egzemplarzach. Podobnie było z kolejną produkcją Cruza – Legendary, z czerwca 2009 roku. Także nie odniosła większego sukcesu.
W 2014 roku udzielił się gościnnie w utworze „No Surrender”, który pochodzi z płyty pt. Książę aka. Slumilioner polskiego rapera Pei.

## Dyskografia
| Albumy solowe - Doe or Die (1995) - Pieces of a Man (1998) - 9 Lives (2001) - Aziatic (2002) - A.W.O.L. (2005) - The Format (2006) - Undeniable (2008) - Legendary (2009) Albumy wspólne - The Album (1997) | Pozostałe - S.O.S.A. (Save Our Streets AZ) (2000) - Decade 1994–2004 (2004) - The Return Of S.O.S.A. (Part 1) (2005) - The Memphis Sessions: The Remix-Tape (2007) - Niggaz 4 Life (2008) - Final Call (The Lost Tapes) (2008) - Anthology (B-Sides & Unreleased) (2008) - The Return Of S.O.S.A. (Part 2) (2008) - G.O.D. (Gold, Oil & Diamonds) (2009) - Doe or Die: 15th Anniversary (2010) - L.O.D.B (Last of a Dying Breed) (2013) - L.O.D.B II (Last of a Dying Breed) (2013) - Legacy (Hosted by DJ Doo Wop) (2019) |